# Mel·lobaudes
Mel·lobaudes o Mal·lobaudes (en llatí Mellobaudes o Mallobaudes) era un rei dels francs del temps de l'emperador Gracià (367-383).
Ammià Marcel·lí el menciona per primer cop com a oficial de Constanci II a la Gàl·lia. Després va obtenir una victòria sobre Macrià rei dels alamans, en data desconeguda. Si és el mateix que Merobaudes, un oficial actiu sota aquests emperadors, va aconsellar nomenar Valentinià II com a col·lega de Gracià a la mort de Valentinià I el 375. En la campanya de Gracià contra els alamans l'any 377 era comes domesticorum, i cap militar juntament amb Nanniè, i va tenir un paper principal en la victòria d'Argentovària.
Va ser nomenat cònsol dues vegades, l'any 377 i el 383. En aquest darrer any va dirigir l'exèrcit de Gracià contra Magne Màxim, i es discuteix si va trair al seu emperador. En tot cas va no hi va guanyar res amb la seva traïció, ja que Màxim va ordenar la seva execució, segurament el 384.